# Scolops grossus
Scolops grossus är en insektsart som beskrevs av Philip Reese Uhler 1876. Scolops grossus ingår i släktet Scolops och familjen Dictyopharidae. Inga underarter finns listade i Catalogue of Life.